# Dragon's Lair
| 1983 | Dragon's Lair⁠(d)                        |
| 1984 |                                         |
| 1985 |                                         |
| 1986 |                                         |
| 1987 | Escape from Singe's Castle⁠(d)           |
| 1988 |                                         |
| 1989 |                                         |
| 1990 | Dragon's Lair⁠(d) (NES)                  |
| 1991 |                                         |
| 1992 |                                         |
| 1993 | Franky, Joe & Dirk: On the Tiles        |
| 1994 |                                         |
| 1995 |                                         |
| 1996 |                                         |
| 1997 |                                         |
| 1998 |                                         |
| 1999 |                                         |
| 2000 |                                         |
| 2001 |                                         |
| 2002 | Dragon's Lair 3D: Return to the Lair⁠(d) |

Dragon's Lair (Bârlogul dragonului) este o franciză de jocuri video creată de Rick Dyer. Seria se remarcă prin animația de calitate realizată de fostul animator Disney Don Bluth⁠(d) și pentru istoria complexă de zeci de ani de portare pe multe platforme. A fost adaptat și pentru televiziune și ca benzi desenate.
Primul joc al seriei, Dragon's Lair⁠(d), a fost lansat inițial pentru arcade în 1983 de către Cinematronics⁠(d). A folosit tehnologia LaserDisc, oferind o grafică superioară în comparație cu alte jocuri video contemporane lui. În timp ce multe porturi de acasă au fost lansate în anii următori, dezvoltatorii au fost adesea nevoiți să facă compromisuri severe pentru ca jocul să funcționeze pe platformele țintă ale epocii, cum ar fi împărțirea lui în două jumătăți⁠(d). O continuare, Dragon's Lair II: Time Warp , a început să fie dezvoltată încă din 1984, dar avea să fie lansată în sala de jocuri abia în 1991. În timp ce grafica sa a fost iarăși lăudată, interactivitatea sa limitată în comparație cu noua generație de jocuri arcade a fost considerată depășită și nu a atins aceeași popularitate ca originalul. 
Primele două jocuri ale seriei sunt considerate clasice și sunt relansate frecvent pe fiecare nouă generație de console, adesea incluse împreună cu jocul LaserDisc Space Ace⁠(d) (1984).
De atunci, franciza s-a extins în alte produse mass-media, inclusiv un serial animat de scurtă durată care a fost difuzat pe ABC în 1984 și o miniserie de benzi desenate lansată în 2003. Planurile pentru un lungmetraj există încă din anii 1980 și au reapărut în 2015, când Bluth a lansat două campanii de finanțare publică. În timp ce campania Kickstarter nu a avut succes, campania Indiegogo⁠(d) și-a atins ținta la începutul anului 2016.

## Gameplay
Majoritatea jocurilor din seria Dragon's Lair sunt filme interactive în care jucătorul îl controlează pe Dirk the Daring, într-o încercare de a o salva pe prințesa Daphne. Singe este dragonul care o răpește pe Daphne. Jocul prezintă scene animate predeterminate, iar jucătorul poate să selecteze o direcție cu joystickul. Un joc perfect la variantei arcade din 1983, fără morți, nu durează mai mult de 12 minute. În total, jocul are 22 de minute sau 50.000 de cadre de imagini animate, inclusiv scene individuale ale morții și imagini tip Game over⁠(d). 